# Лютеранская церковь (Флоренция)
Лютеранская церковь Флоренции (итал. La chiesa Evangelica Luterana a Firenze) — церковное здание, принадлежащее лютеранской общине, входящей в Евангелическо-Лютеранскую Церковь Италии. Находится на улице Longarno Torrigiani.

## История
Община была организована в 1899 году из двух групп верующих — швейцарцев-реформатов и немцев-лютеран. Церковное здание было построено в 1901 году по проекту архитектора Риккардо Маццанти. Разделение сохраняется и по настоящее время — в здании в первое и третье воскресенье проводится лютеранская служба, во второе и четвёртое — реформатская.

## Описание
Однонефная церковь без башни. Фасад здания выполнен из красного кирпича и декорирован белым камнем, из которого сделано окно в виде розы.